# Чарівність (психологія)
Чарівність  — наділення особистості властивістю бути привабливою.

## Визначення
Чарівність — це соціальна поведінка, коли людина говорить чи робить те, що добре сприймається іншими. Коли це не є тим, у що людина справді вірить чи бажає робити, це називається «вдаваною чарівністю». Щирість відрізняє природну та вдавану чарівність. Чарівність може бути вродженою або набутою. Чарівність не передбачає об'єктивного та однакового сприйняття. Те, що одним здається привабливим і чарівним, іншим здається відштовхуючим і потворним.

### Ефект чарівності
Микола Овчаров визначає ефект чарівності: вміння уважно слухати дозволяє чарівній людині підвищувати самооцінку співрозмовника, вселяти в нього відчуття унікальності та додавати впевненості.

## Історичний контекст
Ще в класичній риториці виділяли категорію поверхневого чарівника, чиї заслуги були суто словесними, без глибинної сутності. У XIX столітті письменниця Джордж Еліот досліджувала темну сторону вікторіанського жіночого ідеалу, дійшовши висновку, що за штучною чарівністю часто ховався обмежений світогляд.

## Форми вдаваної чарівності

### Нарцисизм
У нарцисів поверхнева чарівність може бути особливо привабливою, але за їхніми романтичними жестами немає справжньої глибини — вони служать лише для підживлення власного его. Нарциси відомі як маніпулятори, що використовують чарівність для захоплення жертв, послаблюючи їхні захисні механізми та особисті кордони.

### Соціальні хамелеони
Це люди з високим соціальним інтелектом, здатні справляти чудове враження, але часто ціною власних справжніх прагнень. Їхня здатність керувати враженнями часто приводить до успіху в театрі, продажах, політиці та дипломатії. Проте без розуміння власних потреб вони ризикують перетворитися на «безрідних хамелеонів», постійно орієнтуючись лише на сигнали від інших.

### Чарівна офензива
«Чарівна офензива» — це окреме поняття, що означає цілеспрямовану кампанію (часто політичну) із завоювання прихильності через демонстрацію харизми та надійності. Термін вперше з'явився в 1956 році в каліфорнійській газеті.

## Критичний погляд
Критики відзначають складність розмежування поверхневої та справжньої чарівності. У рамках звичайної ввічливості всі ми час від часу проявляємо елементи поверхневої чарівності, передаючи формальну солідарність та умовну доброзичливість у соціальних взаємодіях.

## Літературні відображення
Френсіс Скотт Фіцджеральд досліджував руйнівні наслідки надмірної чарівності у своїх творах, стверджуючи, що чарівність для тих, хто нею володіє, має власне життя і вимагає постійного використання для підтримки свого «робочого стану».